# Ermita de Jesús de las Penas

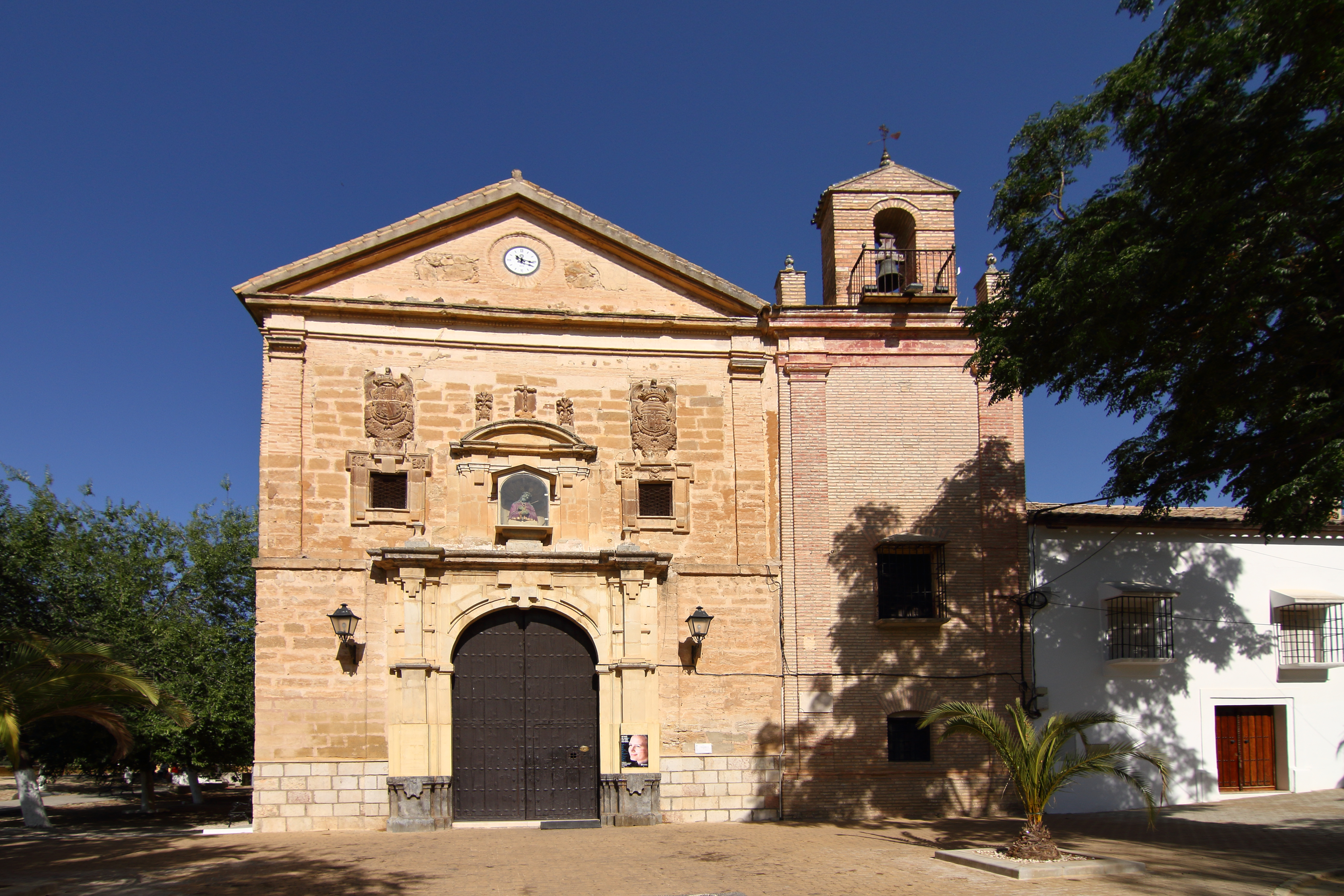
Ermita del Calvario, fachada principal

La ermita de Jesús de las Penas, que está situada en el municipio de Encinas Reales, provincia de Córdoba, (España) es una construcción de arquitectura barroca iniciada a principios del siglo XVIII, que fue levantada en el lugar que anteriormente ocupaba otra ermita que quedó pequeña para albergar al gran número de fieles que se acercaban a rendir culto a la imagen. 

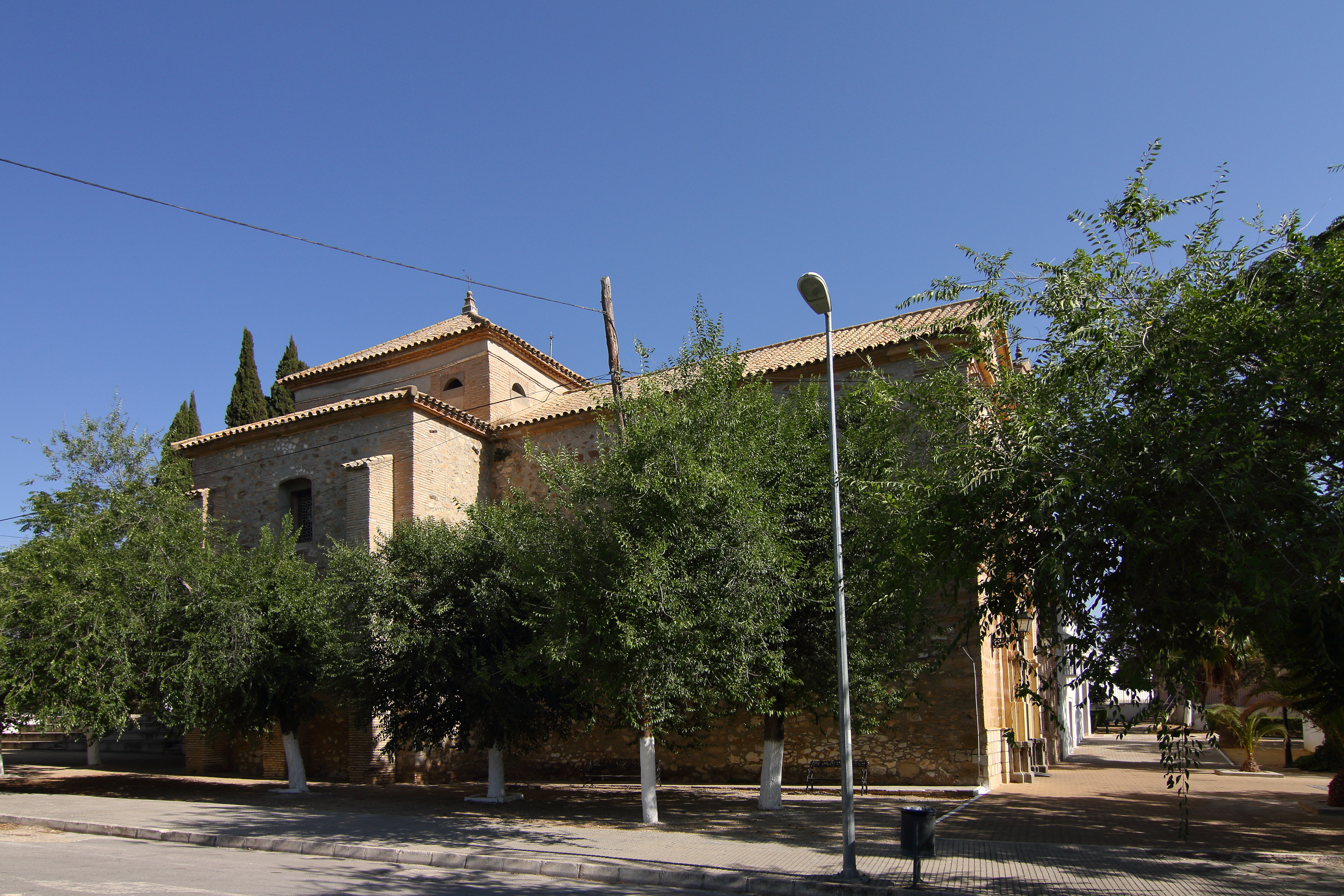
Ermita del Calvario

Se desconoce la identidad del autor, aunque se ha querido ver en las trazas de la ermita la posible actuación de Leonardo Antonio de Castro, religioso y arquitecto lucentino de la época.

## Descripción
La ermita responde al estilo barroco. Tiene planta de cruz latina, con nave dividida en tres tramos, situándose un coro alto sobre el primero. En sus muros perimetrales se abren capillas, que albergan retablos, flanqueadas, en sus laterales, por pilastras adosadas al muro sobre las que descansa un entablamento con cornisa volada, que recorre horizontalmente el paramento. La nave está cubierta con bóveda de cañón y lunetos, reforzada con arcos fajones que apoyan en las citadas pilastras. El presbiterio de planta rectangular y testero plano y los brazos, poco pronunciados del crucero, se cubren, con bóveda de cañón y lunetos. El crucero se estructura mediante cúpula semiesférica sobre pechinas. 
El punto de mayor despliegue ornamental del interior de la ermita se encuentra en el interior de la cúpula, pechinas y arcos torales del crucero, a base de yeserías enriquecidas con motivos vegetales, angelotes y marcos ovalados que acogen cartelas con atributos de la Pasión y con los escudos de Encinas Reales, Lucena y casa ducal de Medinaceli. Las yeserías se presentan en su color y se ven resaltadas por la policromía de los fondos donde destacan los colores rojos y azules. Son atribuidas a Francisco José Guerrero. La decoración del interior de la ermita se completa con pinturas murales de estilo rococó, situadas en la zona superior de los retablos, mostrando un variado repertorio de flores, palmas y rocallas donde se repiten los colores azules, rojos y ocres.
El camarín se ubica tras la cabecera de la capilla mayor, quedando comunicados ambos, por un amplio vano de medio punto que sirve de embocadura desde el retablo mayor hacia el camarín. El acceso se realiza por el lateral derecho del presbiterio a través de un pasillo acodado. Fue construido en 1813, es de planta octogonal y está cubierto por una cúpula semiesférica sobre tambor circular. Su interior muestra profusa decoración de carácter neoclásico, presentando en cada ángulo del octógono, pilastras de fuste estriado y capiteles compuestos sobre los que descansa un entablamento superior. 
Sobre la cornisa apea un segundo cuerpo o tambor circular, en el que voltean ocho arcos ciegos en cuyas enjutas aparecen relieves circulares portando atributos de la pasión circundados con decoración vegetal. Sobre esta arcada se dispone el anillo que sirve de arranque a la cúpula, la cual se encuentra dividida en ocho plementos decorados con palmas y cintas enlazadas. 

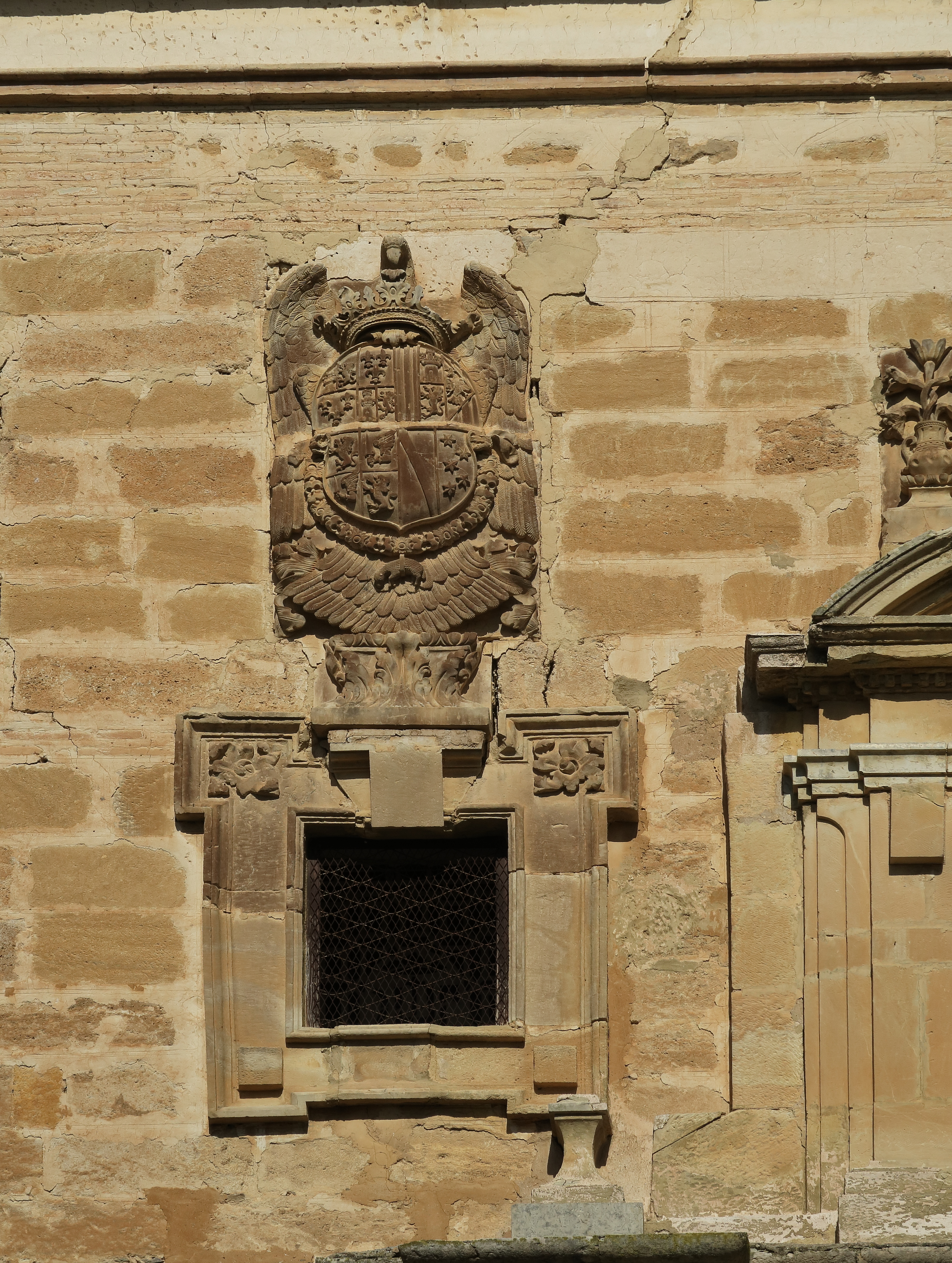
Detalle fachada, escudo izquierdo

Adosadas al muro perimetral derecho que cierra la nave, se encuentran la sacristía y antesacristía, ambas comunicadas entre sí. Muestran planta rectangular y cubierta adintelada. La primera tiene dos accesos, uno desde el exterior y el segundo desde el interior de la ermita, a través de un vano adintelado abierto en el brazo derecho del crucero.
La fachada principal presenta un alzado de dos plantas, flanqueadas en sus laterales por dos fajas verticales, a modo de pilastras y en la zona superior con un frontón triangular. En el centro de la fachada y dispuesta en un plano anterior, se halla la portada que consta de un alzado de dos cuerpos, el primero muestra, un vano de medio punto enmarcado por pilastras y figuras geométricas que soportan un entablamento movido en el que descansa el cuerpo superior, formado por una hornacina central cubierta de cristal en cuyo interior alberga una réplica en piedra del titular de la ermita, flanqueada por pilastras y un frontón semicircular coronado con una cruz central y dos florones en los laterales. En ambos lados de este segundo cuerpo, campean los escudos, tallados en piedra, de la casa ducal de Medinaceli, sobre ventanas recercadas con molduras y orejetas en los ángulos. 
Adosada al lateral derecho de la fachada se encuentra la torre. Consta de un cuerpo rectangular flanqueado en cada extremo por pilastras de orden gigante y en el centro del paramento se abren dos ventanas superpuestas cubiertas de reja. Está rematada por una sencilla espadaña que sirve de campanario, compuesta de un vano de medio punto, flanqueado en sus lados por pilares terminados con pináculos de cerámica y en la zona superior, con frontón triangular.
Junto al cuerpo de la torre, en su costado derecho, se encuentra la casa del santero. Su fachada principal se compone de un alzado de dos plantas, en la baja se abren dos vanos adintelados, uno se corresponde con el acceso a su interior, y el segundo con una ventana recercada con molduras y cubierta con reja. En la primera planta muestra dos vanos rectangulares o ventanas, cubiertas de reja sobre base y remate en voladizo.

## Fuente
- Este artículo incluye contenido derivado de una disposición relativa al proceso de protección, incoación o declaración de un bien cultural o natural publicada en el BOE n.º 11 el 13 de enero de 2003 (texto), el cual está libre de restricciones conocidas en virtud del derecho de autor de conformidad con lo dispuesto en el artículo 13 de la Ley de Propiedad Intelectual española.